# Mendener Zeitung
Die 1861 als Westfälischer Telegraph gegründete Mendener Zeitung war eine im Raum Menden (Sauerland) (ehemaliger Kreis Iserlohn (–1974)) erschienene Tageszeitung. Die Zeitung gehörte zuletzt zur W. Jahn Verlag GmbH & Co. KG, an der die Ippen Digital GmbH & Co. KG beteiligt ist. Neben Lokalseiten für die Stadt Menden gab es Lokalseiten für die benachbarten Orte Fröndenberg/Ruhr und Balve.
Die Mendener Zeitung erschien zuvor im Verlag Riedel (Menden). 1986 erfolgte der Verkauf an die Ippen Mediengruppe. Menden liegt an der Grenze zum Kreis Unna und dem Kreis Soest und liegt damit etwas isoliert am Rande des Märkischer Kreis relativ weit entfernt von Lüdenscheid. Daher wurde die Zeitung nicht dem Märkischen Zeitungsverlag (u. a. Altenaer Kreisblatt, Lüdenscheider Nachrichten, Meinerzhagener Zeitung), sondern dem Verlag W. Jahn in Soest angegliedert.
Zum 31. März 2010 wurde die Zeitung überraschend eingestellt. Als Grund wurden bei einer Auflage von rund 6000 Exemplaren „erhebliche finanzielle Verluste in den vergangenen Jahren im Anzeigengeschäft“ genannt. Hinzu kam die wirtschaftlich schlechte Lage in der Stadt Menden infolge des Niedergangs der Firma R & G Schmöle, der Insolvenz der Sparkasse Menden sowie einer gescheiterten Firmenansiedlung (Saurer Kamp / HJS / PuREM). Andere Quellen nennen eine Auflagenhöhe von rund 7000 Exemplaren.
Gewinner war seit 1946 erscheinende konkurrierende Westfalenpost der WAZ Mediengruppe – heute Funke Mediengruppe – mit ihrer Lokalausgabe Menden mit nach Rückgängen seinerzeit rund 10 000 Exemplaren (2010).
Die Einstellung war Thema einer Anfrage der SPD-Fraktion im Nordrhein-Westfälischen Landtag. Der Verleger Dirk Ippen wird mit dem Zitat „Sündenfall“ in Verbindung gebracht, da im Gegenzug die Lokalausgabe der WAZ in Soest eingestellt wurde. Die Gewinne des Soester Anzeigers durch die Einstellung der Lokalausgabe Soest der WAZ seien inzwischen durch die Aufgabe der Mendener Zeitung wieder aufgezehrt.
Die Pressefotos der Mendener Zeitung wurde vom Stadtarchiv Menden übernommen und digitalisiert, das auch über alle Zeitungsausgaben verfügt. Die Zeitungsausgaben sind auf Mikrofilm zugänglich.
Engagierte Bürger gründeten die „Neue Mendener Zeitung“, die jedoch nur im Internet publizierte und 2018 aufgrund rechtlicher Probleme (DSGVO) eingestellt wurde.